# Kasteelhoeve (Loncin)
De kasteelhoeve is gelegen aan Rue de Jemeppe 112 te Loncin in de Belgische provincie Luik.
Deze hoeve werd voor het eerst vermeld in 1480 als eigendom van Renard de Bombaye, die schepen was van Awans-Loncin. In de 16e eeuw kwam de hoeve aan Anne de Bombaye, echtgenote van Jean de Montferrand.
De huidige gebouwen stammen uit de 17e eeuw, maar werden in de daaropvolgende eeuwen vergroot en herbouwd. Tegenwoordig is er sprake van een vierkantshoeve. Het poortgebouw, met vierkante toren, werd begin 17e eeuw gebouwd in baksteen, kalksteen en tufsteen. Een gevelsteen toont de wapenschilden van ene Kettenis en diens echtgenote.
Langs het poortgebouw is een lange, einde 18e-eeuwse vleugel. De twee zijvleugels zijn sterk gewijzigd in de 20e eeuw. Tegenover het poortgebouw bevindt zich een lange woonvleugel, uit het midden van de 17e eeuw, die als Kasteel van Loncin bekend staat.
In het interieur bevindt zich een schouw uit de tweede helft van de 18e eeuw in rococo-stijl.